# Grand Canyon (Fraispertuis-City)
Pour les articles homonymes, voir Grand Canyon (homonymie).
Grand Canyon est un parcours de montagnes russes en métal situé à Fraispertuis-City en Lorraine (et plus particulièrement dans la région des Vosges) et ouvert depuis 2000. C'est un « Train de la mine », une attraction conçue et développée par le constructeur français Soquet.
Il s'agit, pour l'époque, du plus gros investissement de l'histoire du parc pour une montagne russe avant l'ouverture de Timber Drop.

## Historique
Le Grand Canyon ouvre officiellement ses portes en 2000 et constitue, pour cette époque, le plus grand investissement pour une attraction dans l'histoire de Fraispertuis-City.
Il s'agit de la deuxième montagne russe du parc après l'ajout de l'Express en 1987.
La montagne russe est un « Train de la mine » du constructeur français Soquet, que le parc a déjà appelé pour la construction de la première montagne russe de ce dernier. À cette époque, elle est la première montagne russe du constructeur Soquet à posséder plusieurs trains sur le même parcours.
Cinq ans après son ouverture, en 2005, une boucle est rajoutée avant les freins finaux de l'attraction, certains visiteurs se plaignant que les freins étaient trop brusques. Ainsi, l'ajout de cette portion obligea le parc a démonter l’Express, l'autre montagne russe du parc, faisant de Grand Canyon l'unique montagne russe de Fraispertuis-City.
En 2016, pour préparer l’arrivée de Golden Driller et améliorer un virage, une partie du rail est démontée puis retrackée. La zone de freins est également abritée à cette occasion.

## Déroulement du parcours
Une fois embarqué à bord du train, ce dernier débute par un léger virage à gauche avant de monter sur le lift culminant à 12 m de hauteur. Le train effectue un virage à droite une fois ce dernier atteint pour s'engouffrer dans la première descente, ce dernier atteint une helix qui l'emmène par la suite dans un tunnel passant sous la structure de la montagne russe, après un virage à droite serré, le train passe sous un nouveau tunnel et effectue un autre virage à droite qui l'emmène sur les freins de mi-parcours. Une fois les freins passés, le train réalise une boucle à droite, un virage à gauche, puis à droite, et atteint les freins finaux pour rentrer en station.

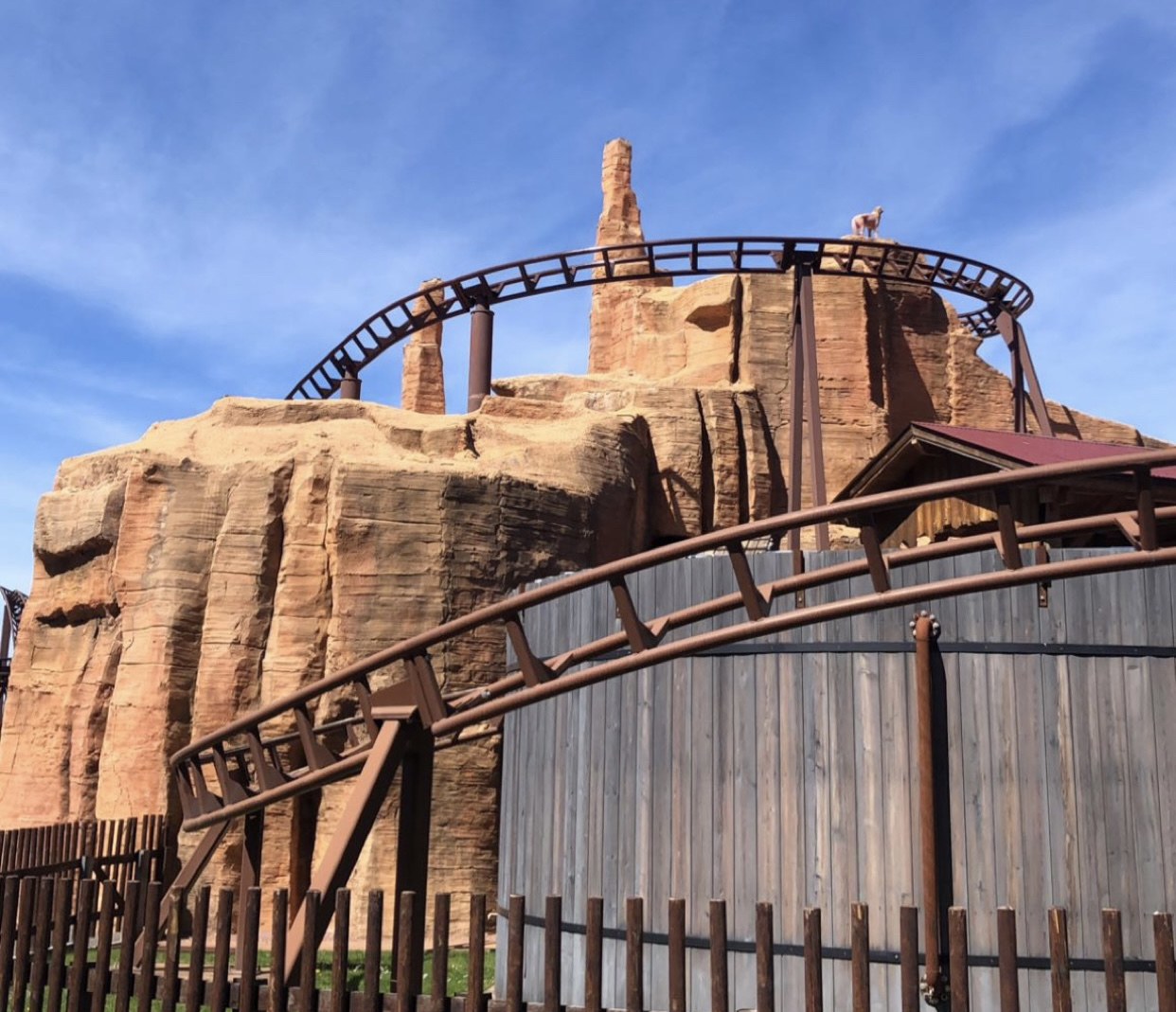
La structure dans laquelle le train passe

## Statistiques
- Longueur : 380 mètres
- Hauteur : 12,5 mètres
- Vitesse : 50 km/h
- Hauteur descente : 12 mètres